# Вулиця Героїв Крут (Запоріжжя)
Вýлиця Героїв Крут — вулиця у Вознесенівському районі міста Запоріжжя. Пролягає від Соборного проспекту до Прибережної автомагістралі, перетинаючи вулиці Возз'єднання України, Перемоги та вулицю Героїв полку «Азов». Примикають вулиці Леоніда Жаботинського, Патріотична, Івана Огієнка, Вузівська та Електролізна.

## Історія
Первинна назва вулиці — Стадіонна, на честь розташованого неподалік міського стадіону.
Нинішня назва вулиці з'явилася на початку 1960-х років після польоту Юрія Гагаріна в Космос. З цієї нагоди у Запоріжжі також з'явилася вулиця Гагаріна (сучасна назва Дмитра Донцова).
На місці, де нині розташована юнацька спортивна школа ФК «Металург-Запоріжжя», після звільнення міста від німецьких окупантів під час Другої світової війни перебував концтабір для військовополонених німців, угорців та японців. Їхню дешеву працю використовували для відновлення промислових підприємств і будівництва житла. Значну частину житлового фонду Вознесенівського району і нині складають будинки, побудовані військовополоненими. У концтаборі перебували і громадяни СРСР. Герой Радянського Союзу Костянтин Громов, один з тих, хто підіймав прапор на ратуші Берліна і чий подвиг згаданий в мемуарах Георгія Жукова, просидів в цьому таборі півроку після помилкового доносу.
29 вересня 2023 року рішенням Запорізької міської ради вулицю 12 Квітня перейменована на вулицю Героїв Крут.

## Об'єкти
- Будинок № 2 — головний офіс ФК «Металург-Запоріжжя»[6]
- Будинок № 2-А — дошкільний навчальний заклад № 186 «Іскра»[7].

Неподалік від вулиці Героїв Крут розташований спортивний комплекс ПАТ «Запоріжсталь» (легкоатлетичний манеж).

## Галерея

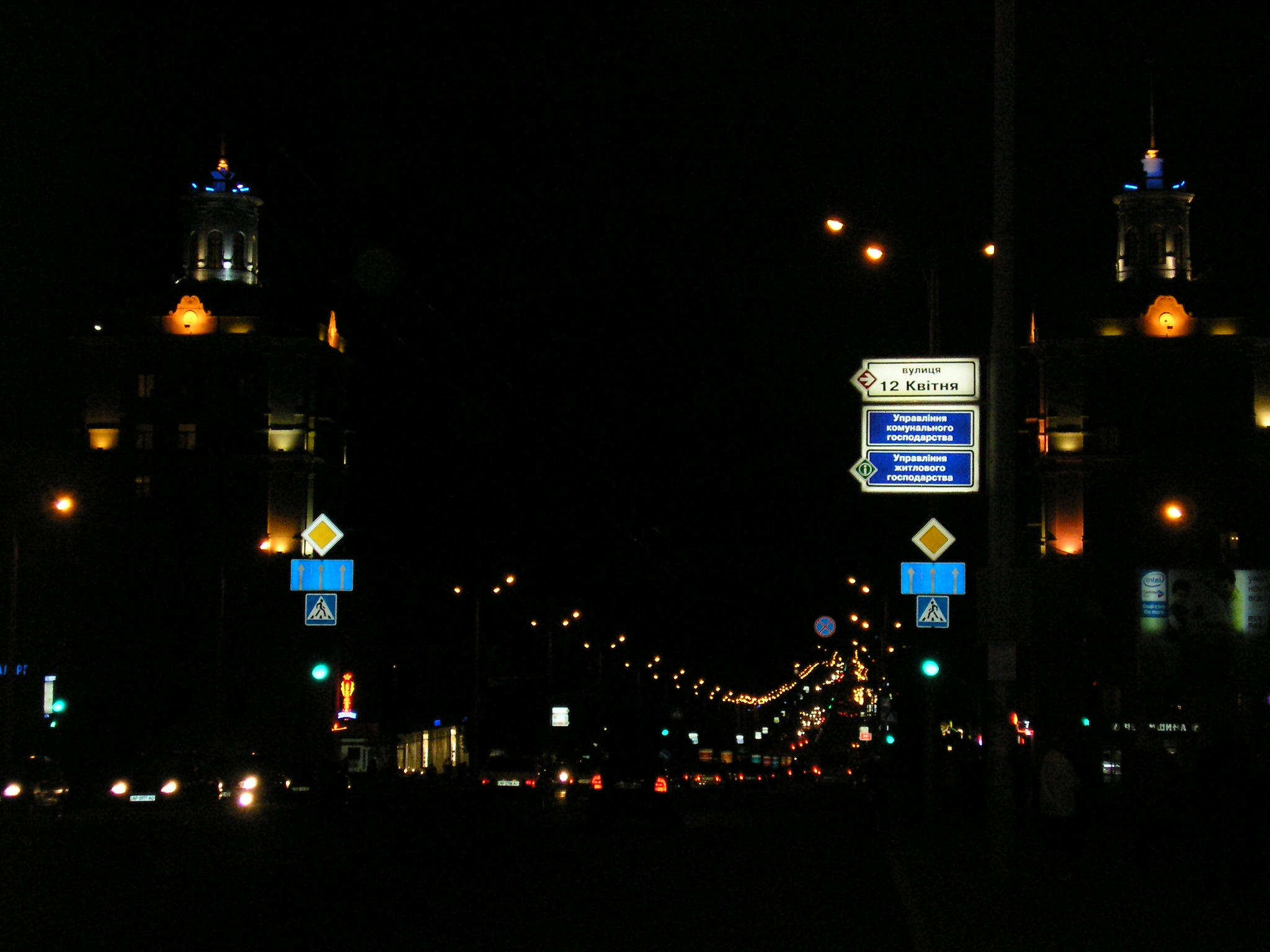
Покажчик з колишньою назвою вулиці на Соборному проспекті
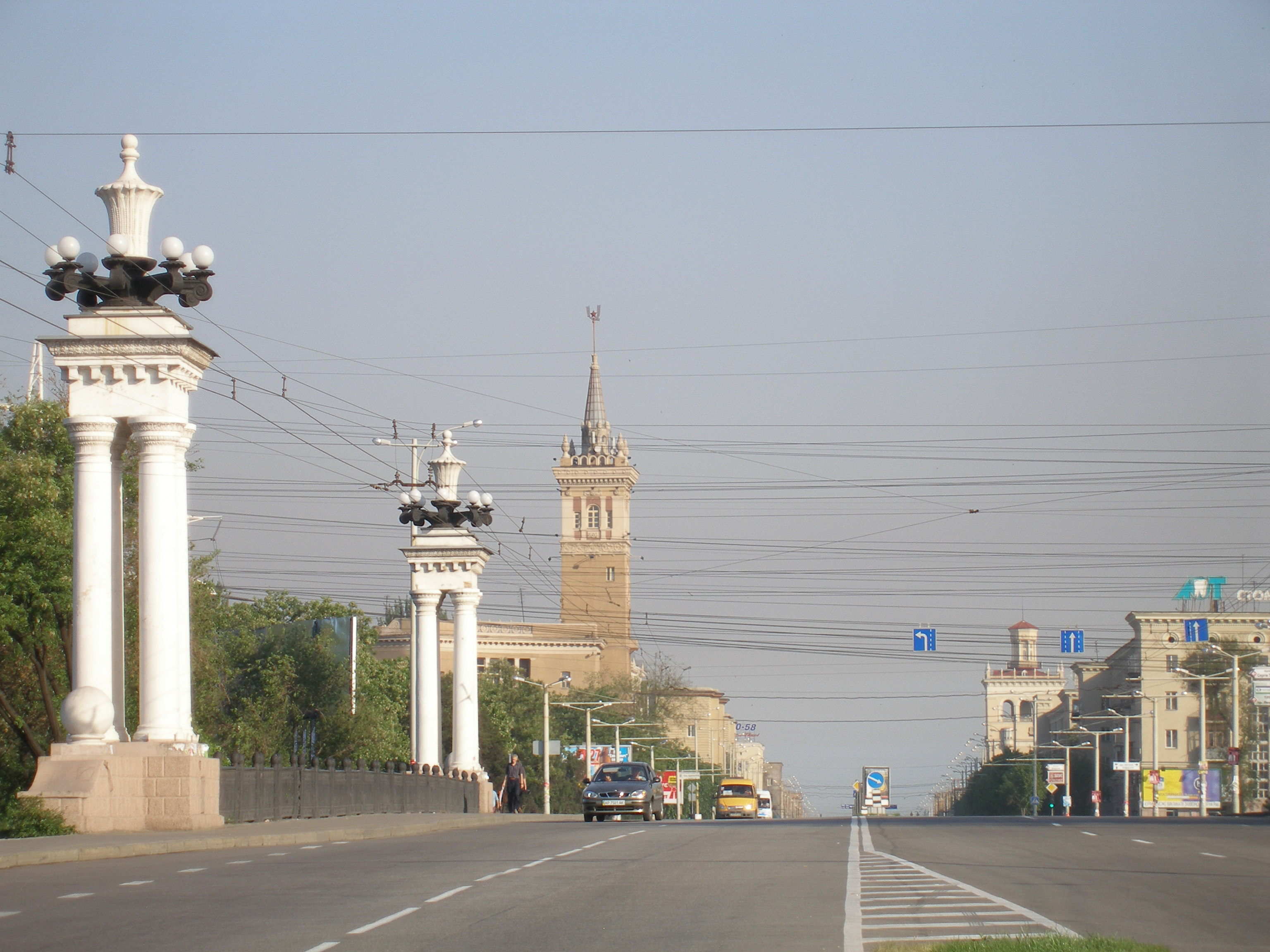
Шляхопровід через залізницю на межі Вознесенівського та Дніпровського районів
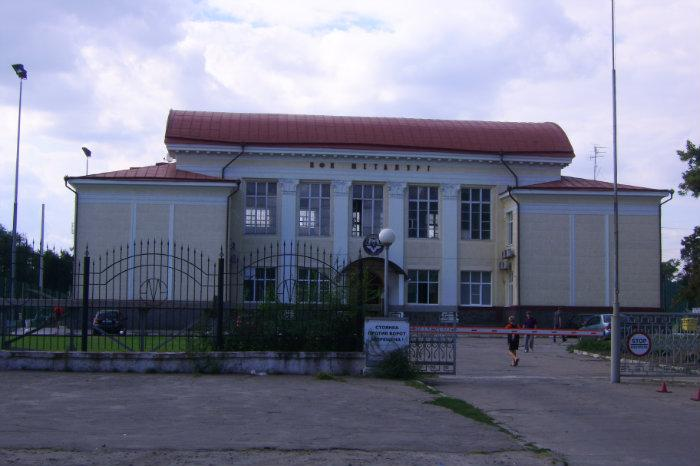
Головний офіс ФК «Металург-Запоріжжя»
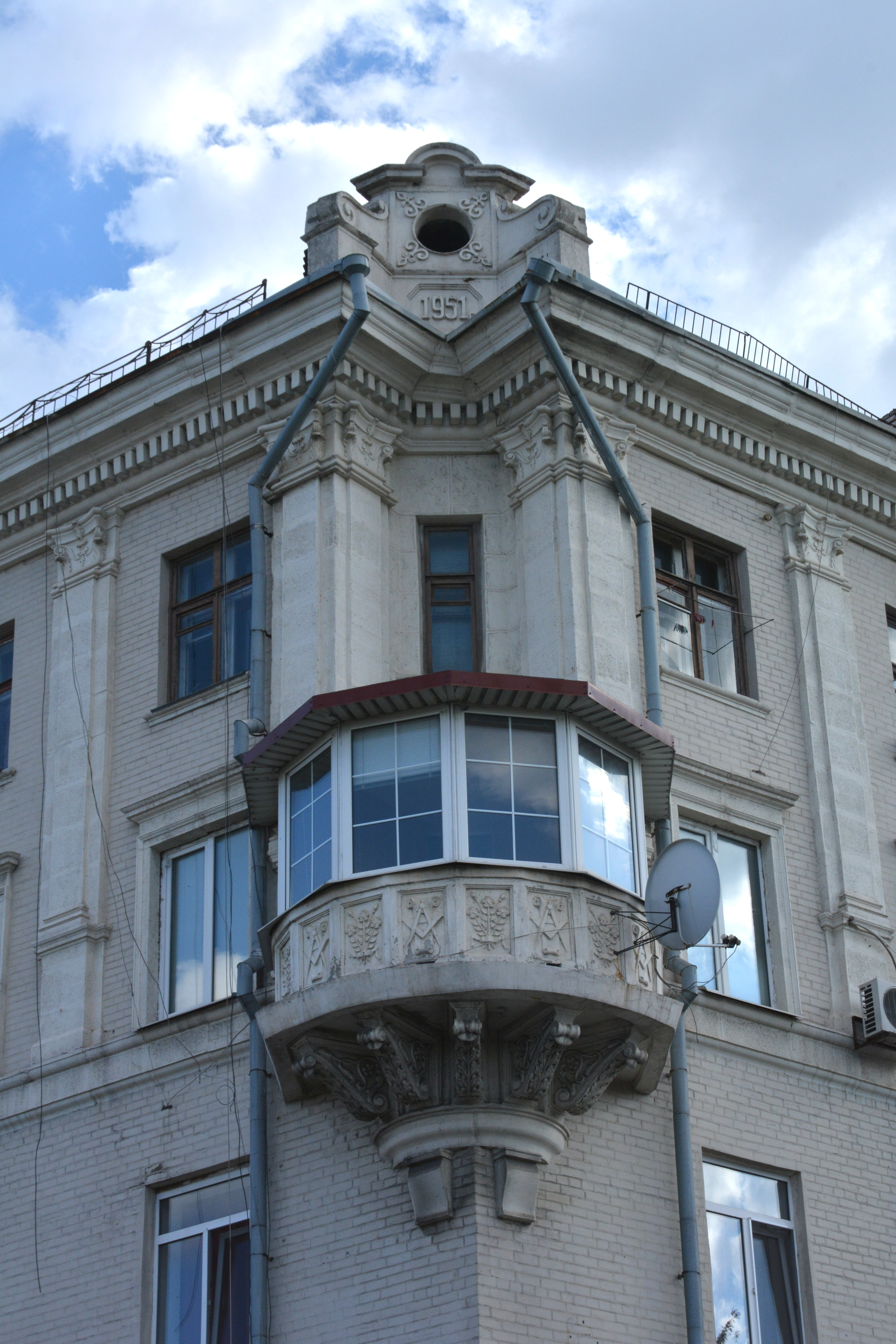
Фрагмент житлового будинку